# Plagiognathus emarginatae
Plagiognathus emarginatae är en insektsart som beskrevs av Schuh 2001. Plagiognathus emarginatae ingår i släktet Plagiognathus och familjen ängsskinnbaggar. Inga underarter finns listade i Catalogue of Life.